# نانديتا روي
نانديتا روي (بالهندية: नंदिता रॉय؛ بالإنجليزية: Nandita Roy) هي كاتبة سيناريو ومخرجة هندية، ولدت في 3 أبريل 1955 في مومباي في الهند.

## وصلات خارجية
- نانديتا روي على موقع IMDb (الإنجليزية)
- نانديتا روي على موقع أول موفي (الإنجليزية)
- نانديتا روي على موقع قاعدة بيانات الفيلم (الإنجليزية)
- نانديتا روي على موقع كينوبويسك (الروسية)